# 유성기업
유성기업 주식회사는 대한민국의 자동차 엔진용 부품 제조 기업이다. 내연기관의 핵심 부품인 피스톤링, 실린더라이너, 캠샤프트, 밸브시트, 밸브가이드, 에어컴프페셔 등을 생산하고 있다.
2011년 5월 18일 유성기업 노동자 측이 주간 2교대제, 월급제 요구와 관련한 파업으로, 사용자 측은 직장폐쇄를 결정하였다. 이에 현대기아차를 포함해 대한민국 내 대부분의 완성차업체의 생산라인이 모두 멈출 위기에 처하기도 했다. 마침내 5월 24일 공권력이 투입되어 정상화가 이루어졌다. 정상화가되었지만 아직도 복귀자와 해고자로 나눠져있다.
조합원사이에 내분이 있고 복수노조법(시기) 이뤄지기 전에 회사측이 일방적으로 (자기입맛대로) 어용노조를 만들어 금속노조를 무너뜨리는 전략을 세우기도 했다.
지금 현재는 금속노조 지회와 회사측 유성기업노조가 있다.
지금 현재까지도 금속노조 지회를 무력화 시키려는 논란이 있을정도이다.